# Iryanthera ulei
Iryanthera ulei är en tvåhjärtbladig växtart som beskrevs av Otto Warburg. Iryanthera ulei ingår i släktet Iryanthera och familjen Myristicaceae. Inga underarter finns listade i Catalogue of Life.